# یاسوتون
یاسوتون (به تایلندی: ยโสธร) یک شهر در تایلند است که در استان یاسوتون واقع شده‌است.

## خصوصیات
یاسوتون ۲۱٬۱۳۴ نفر جمعیت دارد.